# Liebstattsonntag
Liebstattsonntag bezeichnet in Oberösterreich den vierten Sonntag der Quadragesima (Fastenzeit), Laetare.

## Geschichte
1641 bestätigte der damals für Gmunden zuständige Passauer Bischof Leopold Wilhelm von Österreich die Corpus-Christi-Bruderschaft und gestattete ihr, am 4. Fastensonntag die Armen der Stadt zum gemeinsamen Mahl einzuladen und dabei das Gelöbnis der Glaubenstreue und der brüderlichen Liebe, das „Liabb’státt’n“ (‚Liebe bestätigen‘).
Im Laufe der Jahrhunderte hat sich der Brauch gewandelt. An die Stelle von Armenspeisungen traten Lebkuchenherzen, die als Dank für erhaltene Liebe verschenkt werden. Ledige Burschen taten ihren Angebeteten mit einem Liebstattherz ihren Willen zur Verlobung kund.

## Verbreitung
Der Liebstattsonntag ist ein typisch oberösterreichischer Brauch zwischen Salzkammergut, Traunviertel und Mühlviertel.
Neben den Gemeinden rund um den Traunsee werden auch in Ried in der Riedmark, Bad Goisern,  Hallstatt, Vorchdorf, Bachmanning, Krenglbach, Bad Schallerbach, Bad Hall, Kremsmünster, Laakirchen, Asten, Bad Kreuzen, Grein, Gallneukirchen, Alberndorf, Katsdorf, Schwertberg, Pfarrkirchen im Mühlkreis und Windhaag bei Perg Lebkuchenherzen gebacken, verziert und verschenkt/verkauft. Ein typischer Spruch ist „Gegen jede Art von Schmerz hilft ein echtes Liebstattherz.“

## Kulturerbe
Im  März 2014 nahm die Österreichische UNESCO-Kommission den Liebstattsonntag in Gmunden in das Verzeichnis des  nationalen immateriellen Kulturerbes in Österreich auf, in der Sparte Gesellschaftliche Praktiken, Rituale und Feste. Zweck dieser Ausweisung ist ein verbindlicher Schutz als lebendige Kulturtradition. Dort wird der Brauch besonders von den beiden örtlichen Trachtenvereinen, der Goldhauben- und der Kopftuchgruppe gepflegt.